# 170906 Coluche
170906 Coluche este o planetă minoră (asteroid) din centura de asteroizi. A fost descoperită pe 9 decembrie 2004 la Nogales de Michel Ory⁠(d) și a fost numită după Coluche. 
Obiectul prezintă o orbită caracterizată de o semiaxă mare de 2,2111150518259 UAi, o excentricitate de 0,14, o înclinație de 1,55409 ° în raport cu ecliptica.